# Orsara Bormida
Orsara Bormida (piemontiul: L'Orsera) település Olaszországban, Piemont régióban, Alessandria megyében. Lakosainak száma 388 fő (2023. január 1.).